# UCI ProSeries 2025
De UCI ProSeries 2025 is de zesde editie van deze UCI-wielerkalender met wedstrijden voor professionele renners. Deze serie is het tweede niveau, onder de UCI World Tour en boven de UCI Continentale circuits. Aan ProSeries-wedstrijden kunnen zowel de 18 WorldTeams als de 17 ProTeams deelnemen. Daarnaast kunnen continentale ploegen worden uitgenodigd voor deelname. Deze wielercompetitie ving aan op 5 februari met de Ronde van Valencia en eindigt op 19 oktober met de Japan Cup en de Veneto Classic. 

## Kalender
Voor 2025 zijn 59 koersen op de kalender opgenomen, waarvan 36 eendaagse wedstrijden (1.Pro) en 23 meerdaagse wedstrijden (2.Pro). Van het totaal vinden 51 wedstrijden plaats in Europa, zeven in Azië en één in Noord-Amerika. Ten opzichte van de vorige editie in 2024 zijn er vier wedstrijden toegevoegd, de Ronde van Hainan, Klassiek Duinkerke-GP van de Hauts-de-France, de Mont Ventoux Dénivelé Challenge en Veenendaal-Veenendaal. Nog voordat het seizoen was begonnen was de enige Nederlandse toevoeging aan de kalender, Veenendaal-Veenendaal, al geannuleerd. Geen van de wedstrijden die in 2024 onderdeel waren zijn van de kalender geschrapt.
| Datum                    | Koers                                        | Winnaar                    | Winnaar                         |
| ------------------------ | -------------------------------------------- | -------------------------- | ------------------------------- |
| 5 - 9 februari           | Ronde van Valencia                           | Santiago Buitrago          | Bahrain Victorious              |
| 8 - 12 februari          | Ronde van Oman                               | Adam Yates                 | UAE Team Emirates-XRG           |
| 16 februari              | Clásica de Almería                           | Milan Fretin               | Cofidis                         |
| 16 februari              | Figueira Champions Classic                   | António Morgado            | UAE Team Emirates-XRG           |
| 19 - 23 februari         | Ronde van de Algarve                         | Jonas Vingegaard           | Team Visma I Lease a Bike       |
| 19 - 23 februari         | Ruta del Sol                                 | Pavel Sivakov              | UAE Team Emirates-XRG           |
| 1 maart                  | Ardèche Classic                              | Romain Grégoire            | Groupama-FDJ                    |
| 2 maart                  | Drôme Classic                                | Juan Ayuso                 | UAE Team Emirates-XRG           |
| 2 maart                  | Kuurne-Brussel-Kuurne                        | Jasper Philipsen           | Alpecin-Deceuninck              |
| 5 maart                  | Trofeo Laigueglia                            | Juan Ayuso                 | UAE Team Emirates-XRG           |
| 19 maart                 | Nokere Koerse                                | Nils Eekhoff               | Team Picnic PostNL              |
| 19 maart                 | Milaan-Turijn                                | Isaac del Toro             | UAE Team Emirates-XRG           |
| 20 maart                 | GP Denain                                    | Matthew Brennan            | Team Visma I Lease a Bike       |
| 21 maart                 | Bredene Koksijde Classic                     | Edward Theuns              | Lidl-Trek                       |
| 5 april                  | Grote Prijs van Miguel Indurain              | Thibau Nys                 | Lidl-Trek                       |
| 7 - 11 april             | Ronde van Hainan                             | Kyrylo Tsarenko            | Team Solution Tech-Vini Fantini |
| 9 april                  | Scheldeprijs                                 | Tim Merlier                | Soudal Quick-Step               |
| 18 april                 | Brabantse Pijl                               | Remco Evenepoel            | Soudal Quick-Step               |
| 21 - 25 april            | Ronde van de Alpen                           | Michael Storer             | Tudor Pro Cycling Team          |
| 27 april - 4 mei         | Ronde van Turkije                            | Wout Poels                 | XDS Astana Team                 |
| 10 mei                   | Grote Prijs van de Morbihan                  | Benoît Cosnefroy           | Decathlon AG2R La Mondiale Team |
| 11 mei                   | Tro Bro Léon                                 | Bastien Tronchon           | Decathlon AG2R La Mondiale Team |
| 13 mei                   | Klassiek Duinkerke-GP van de Hauts-de-France | Pascal Ackermann           | Israel-Premier Tech             |
| 14 - 18 mei              | Vierdaagse van Duinkerke                     | Samuel Watson              | INEOS Grenadiers                |
| 14 - 18 mei              | Ronde van Hongarije                          | Harold Martín López        | XDS Astana Team                 |
| 23 mei                   | Veenendaal-Veenendaal                        |                            |                                 |
| 29 mei - 1 juni          | Boucles de la Mayenne                        | Aaron Gate                 | XDS Astana Team                 |
| 29 mei - 1 juni          | Ronde van Noorwegen                          | Matthew Brennan            | Team Visma I Lease a Bike       |
| 4 - 8 juni               | Ronde van Slovenië                           | Anders Halland Johannessen | Uno-X Mobility                  |
| 8 juni                   | Brussels Cycling Classic                     | Tim Merlier                | Soudal Quick-Step               |
| 14 juni                  | Dwars door het Hageland                      | Paul Magnier               | Soudal Quick-Step               |
| 17 juni                  | Mont Ventoux Dénivelé Challenge              |                            |                                 |
| 18 - 22 juni             | Ronde van België                             | Filippo Baroncini          | UAE Team Emirates-XRG           |
| 6 - 13 juli              | Ronde van Qinghai                            | Henok Mulubrhan            | XDS Astana Team                 |
| 26 - 30 juli             | Ronde van Wallonië                           | Corbin Strong              | Israel-Premier Tech             |
| 5 - 9 augustus           | Ronde van Burgos                             | Isaac del Toro             | UAE Team Emirates-XRG           |
| 7 - 10 augustus          | Arctic Race of Norway                        | Corbin Strong              | Israel-Premier Tech             |
| 12 - 16 augustus         | Ronde van Denemarken                         |                            |                                 |
| 15 augustus              | Circuit Franco-Belge                         |                            |                                 |
| 20 - 24 augustus         | Ronde van Duitsland                          |                            |                                 |
| 2 - 7 september          | Ronde van Groot-Brittannië                   |                            |                                 |
| 6 september              | Maryland Cycling Classic                     |                            |                                 |
| 7 september              | GP Industria & Artigianato-Larciano          |                            |                                 |
| 11 september             | Coppa Sabatini                               |                            |                                 |
| 14 september             | Grote Prijs van Fourmies                     |                            |                                 |
| 17 september             | Grote Prijs van Wallonië                     |                            |                                 |
| 17 - 21 september        | Ronde van Luxemburg                          |                            |                                 |
| 20 september             | Super 8 Classic                              |                            |                                 |
| 28 september - 5 oktober | Ronde van Langkawi                           |                            |                                 |
| 3 oktober                | Ronde van het Münsterland                    |                            |                                 |
| 4 oktober                | Ronde van Emilia                             |                            |                                 |
| 6 oktober                | Coppa Bernocchi                              |                            |                                 |
| 7 oktober                | Ronde van de Drie Valleien                   |                            |                                 |
| 9 oktober                | Ronde van Piemonte                           |                            |                                 |
| 9 - 12 oktober           | Ronde van het Taihu-meer                     |                            |                                 |
| 12 oktober               | Parijs-Tours                                 |                            |                                 |
| 15 oktober               | Ronde van Veneto                             |                            |                                 |
| 19 oktober               | Japan Cup                                    |                            |                                 |
| 19 oktober               | Veneto Classic                               |                            |                                 |